# Schwalmstadt
Schwalmstadt är en stad i norra Hessen, Tyskland. Staden har cirka 19 000 invånare. Staden bildades 31 december 1970 genom en sammanslagning av städerna Treysa och Ziegenhain samt de omkringliggande kommunerna Ascherode, Florshain, Frankenhain, Niedergrenzebach, Rommershausen och Trutzhain. Allendorf an der Landsburg, Dittershausen och Wiera uppgick i staden 31 december 1971 följt av Rörshain 1 april 1972 och slutligen Eingliederung von Michelsberg 1 augusti 1972.
Schwalmstadion är Schwalmstadts största idrottsanläggning för fotboll, friidrott och längdskidåkning på vintrarna.

## Geografi
Schwalmstadt ligger i Schwalmområdet i västra Knüllgebirge, en mindre bergskedja. Genom staden rinner floden Schwalm, namngiven efter området. De närmaste större städerna är Kassel, 50 kilometer åt norr, Bad Hersfeld, 35 kilometer åt öster, Marburg, 40 kilometer åt sydväst och Fulda, 70 kilometer åt sydöst.

## Personer ifrån Schwalmstadt
- Hans John, född 1 augusti 1911 i Treysa, död 23 april 1945 i Berlin (avrättad), jurist och motståndskämpe i Nazityskland.
- Guido Knopp, född 29 januari 1948 i Treysa, historiker, författare, TV-producent av framför allt program om andra världskriget och nationalsocialismen i Tyskland.